# Сумгаїтський тролейбус
Сумгаїтський тролейбус — закрита тролейбусна система, яка була частиною громадського транспорту в місті Сумгаїт, третьому за населеністю місті Азербайджані.

## Історія
Тролейбусний рух в місті було відкрито 28 квітня 1961 року. У час найбільшого розвитку тролейбусна система складалася з 8 маршрутів. Останній маршрут було ліквідовано 1 січня 2006 року.
Маршрут № 6 був єдиним, який працював в останні роки перед закриттям тролейбусної мережі.

## Маршрути
| 1 | Феросплавний завод | Площа Першобудівників |
| 2 | Автовокзал         | АЗТЗ                  |
| 3 | Мікрорайони        | АЗТЗ                  |
| 4 | Феросплавний завод | Центр                 |
| 5 | Центр              | АЗТЗ                  |
| 6 | Мікрорайони        | Центр                 |

## Рухомий склад
На балансі сумгаїтського тролейбусного парку перед закриттям системи налічувалося 13 тролейбусів моделі ЗіУ-682.
Раніше на маршрутах також працювали тролейбуси:
- МТБ-82
- Škoda 9Tr
- ЗіУ-5

## Посидання
- Сумгаїтський тролейбус. Міський електротранспорт.